# کارلوس دل سرو گرانده
کارلوس دل سرو گرانده (به اسپانیایی: Carlos del Cerro Grande) (زاده ۱۳ مارس ۱۹۷۶ - مادرید) داور فوتبال اهل اسپانیا است. وی از سال ۲۰۱۵ میلادی در لالیگا قضاوت می‌کند و در سال ۲۰۱۳ وارد لیست داوران فیفا شده‌است.
او در لیگ قهرمانان اروپا ۱۹–۲۰۱۸ داور بازی منچسترسیتی و شالکه بود.
او اولین قضاوت بین‌المللی خود را در تاریخ ۱۶ اردیبهشت ۱۳۹۲ انجام داده‌است.